# Обервіль-бай-Бюрен
Обервіль-бай-Бюрен (нім. Oberwil bei Büren) — громада  в Швейцарії в кантоні Берн, адміністративний округ Зееланд.

## Географія
Громада розташована на відстані близько 21 км на північ від Берна.
Обервіль-бай-Бюрен має площу 6,7 км², з яких на 8,4% дозволяється будівництво (житлове та будівництво доріг), 56% використовуються в сільськогосподарських цілях, 35,6% зайнято лісами, 0% не є продуктивними (річки, льодовики або гори).

## Демографія
2019 року в громаді мешкало 901 особа (+12,6% порівняно з 2010 роком), іноземців було 6%. Густота населення становила 134 осіб/км².
За віковим діапазоном населення розподілялося таким чином: 22,4% — особи молодші 20 років, 58,2% — особи у віці 20—64 років, 19,4% — особи у віці 65 років та старші. Було 384 помешкань (у середньому 2,3 особи в помешканні).
Із загальної кількості 202 працюючих 67 було зайнятих в первинному секторі, 63 — в обробній промисловості, 72 — в галузі послуг.